# Bebe Rexha

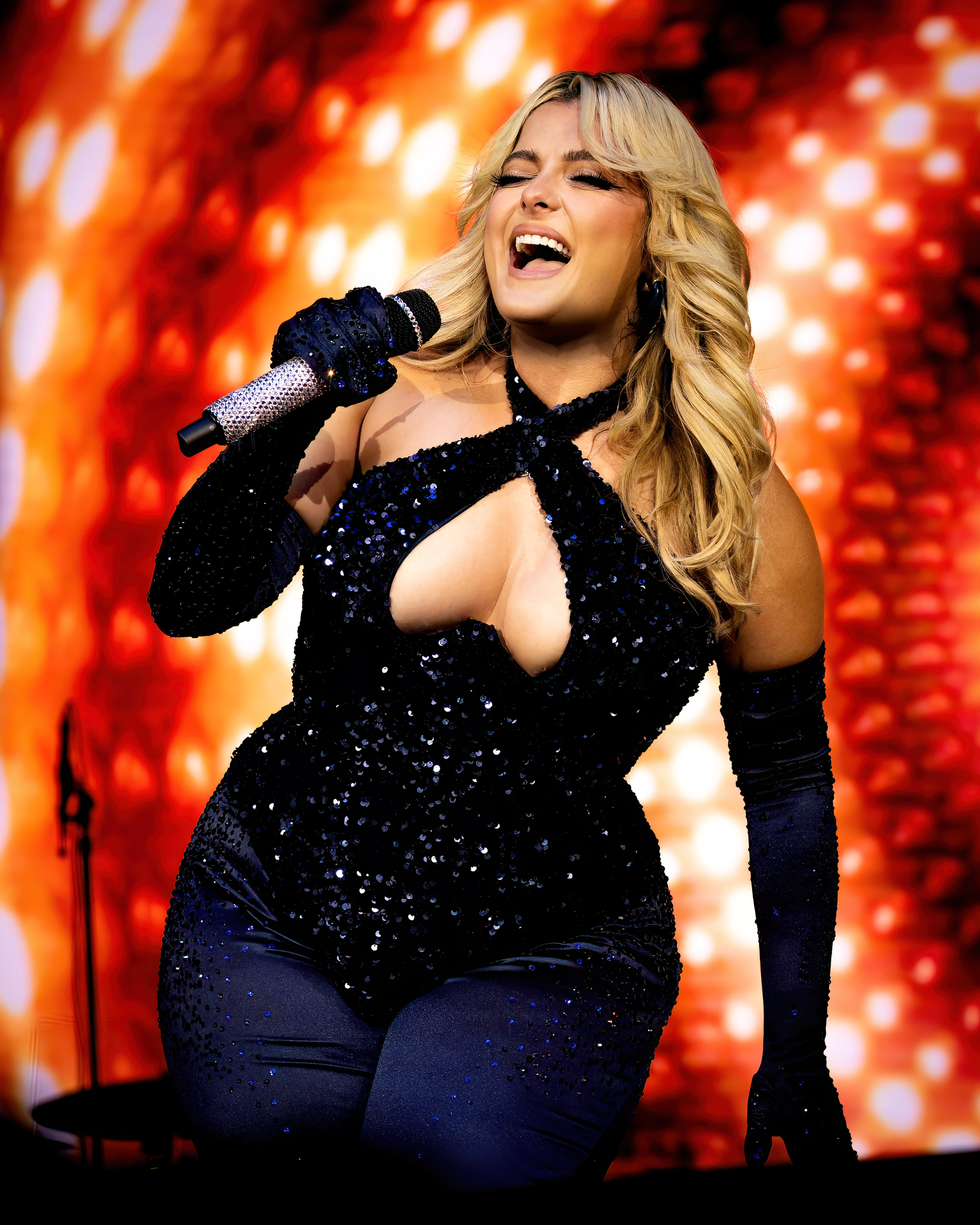
Bebe Rexha en action. Juin 2023.

Bleta Rexha [bleta ɾed͡ʒa], dite Bebe Rexha, née le 30 août 1989 à Brooklyn (New York), est une auteure-compositrice-interprète, chanteuse et productrice américaine.
En albanais, le prénom Bleta signifie abeille (bee en anglais), son nom de scène Bebe Rexha vient de ce dérivé.
Depuis le début de sa carrière, elle est nommée pour environ 70 récompenses, remportant 22 awards au total.

## Biographie

### Enfance
Bleta Rexha est née le 30 août 1989 à Brooklyn, New York. Ses parents sont des Albanais de Macédoine du Nord. Son père, Flamur Rexha, est né à Debar (Macédoine) et a immigré aux États-Unis à l'âge de 21 ans. Sa mère, Bukurije Rexha, est née aux États-Unis d'une famille venant de Gostivar (Macédoine),. Elle a un frère cadet, Florent Rexha (né le 21 juillet 1991). Après avoir vécu à Brooklyn, sa famille déménage à Staten Island lorsqu'elle a six ans.
Rexha joue de la trompette et apprend d'elle-même à jouer de la guitare et du piano,. Elle va au lycée de Tottenville à Staten Island, où elle participe à plusieurs comédies musicales et chante dans la chorale de l'établissement scolaire,,. Après avoir rejoint la chorale, elle découvre qu'elle a une voix de soprano colorature,. Rexha liste Coldplay, The Cranberries, Lauryn Hill, Kanye West ou Madonna comme influences musicales,,,.

### Début de Black Cards au featuring
Bebe Rexha commence sa carrière en 2010 en tant que chanteuse du groupe américain Black Cards (en) créé par Pete Wentz. Assez vite, elle se fait repérer en co-écrivant la chanson The Monster (2013) d'Eminem et Rihanna.
Elle est surtout connue pour être présente sur les singles Hey Mama (2014) de David Guetta, Me, Myself & I (2015) de G-Eazy, In The Name Of Love (2016) de Martin Garrix, Back to You (chanson) (2017) avec Louis Tomlinson et Say My Name (2018) de David Guetta.

### All Your FaultetExpectations
En 2016, elle présente la cérémonie des MTV Europe Music Awards et c'est en 2017 qu'elle sort la partie numéro un de son premier album, All Your Fault: Pt. 1 (en) (EP) ; All Your Fault: Pt. 2 (en) sortira par la suite, le 11 août 2017. Son premier album nommé Expectations sort le 22 juin 2018.
En avril 2015, elle est l'une des têtes d'affiche du festival lesbien californien, le Dinah Shore.
Le 9 octobre 2020 elle sort Baby I'm Jealous avec Doja Cat

### Better Mistakes
À la suite de son duo avec Doja Cat sur le titre Baby I'm Jealous (en), Bebe Rexha prévoit de sortir un nouvel opus d'ici le début de l'année 2021. Début mars sort le single Sacrifice (en), accompagné d’un clip. Le single Sabotage (en) sort le 16 avril et la sortie de son album du nom de Better Mistakes est prévue pour le 7 Mai. Fin avril elle sort le quatrième single Die for a Man (feat Lil Uzi Vert) mais sans dévoiler de clip video, le 7 mai elle dévoile en même temps que l'album le clip video de Break My Heart Myself (feat Travis Barker).

### Bebe
Fin septembre 2022, sort son clip fruit de la collaboration avec David Guetta, I'm Good qui est un remix du hit « Blue » de Eiffel 65, le single atteint la tête des classements au Royaume-Uni et en Australie. Ce titre devient ensuite le premier single de son troisième album. Intitulé "Bebe", le projet sort le 28 avril 2023. Promu par les singles "Heart Wants What It Wants" ou encore "Call On Me", le projet comporte des featurings avec Snoop Dogg et Dolly Parton. Le disque est inspiré par l'amour et par la pop des années 80.

### Vie personnelle
Bebe Rexha supporte la communauté LGBTQ et décrit sa propre sexualité comme « fluide ».
Le 15 avril 2019, elle révèle être atteinte de troubles bipolaires.
Discrète sur sa vie sentimentale, Bebe Rexha a cependant officialisé son couple avec le réalisateur Keyan Safyari, en septembre 2020. Ils sont alors ensemble depuis le début de l'année 2020. Le couple se sépare en juillet 2023.

## Discographie

### Album studio
- 2018 : Expectations
- 2021 : Better Mistakes
- 2023 : Bebe

### EPs
- 2015 : I Don't Wanna Grow Up (en)
- 2017 : All Your Fault: Pt. 1 (en)
- 2017 : All Your Fault: Pt. 2 (en)

### Musiques écrites et coécrite pour d'autres artistes
- 2011 : Muškarac koji mrzi žene pour Jelena Karleuša
- 2013 : The Monster pour Eminem feat. Rihanna
- 2013 : Like a Champion pour Selena Gomez
- 2014 : All Hands On Deck pour Tinashe
- 2019 : Body Back pour Gryffin
- 2020 : Crowded Room pour Selena Gomez feat. 6LACK
- 2020 : stupid pour Tate McRae

## Filmographie
- 2019 : UglyDolls de Kelly Asbury : Tuesday (voix)
- 2021 : Queenpins d'Aron Gaudet et Gita Pullapilly : Tempe Tina